# Poison (band)
Poison is een Amerikaanse glamrockband die oorspronkelijk successen behaalde in de late jaren 80 en de vroege jaren 90.

## Bandgeschiedenis

### Het begin
Bret Michaels en Rikki Rockett van Poison zetten hun eerste band, Spectres genaamd, op poten in 1982, op het moment dat beide personen nog naar school gingen. Bret zei dat het de "ultieme garageband" was, daar ze begonnen met een tiental leden: "Als je een instrument had, kon je bij de band horen. Als je daarna niet meer wou oefenen, was je niet langer lid. Nadat dit alles gedaan is, blijven er vier of vijf personen over, en dat is dan je band."

### Beginjaren (1984-1986)
Poison zag het levenslicht in 1984 onder de naam "Paris" en bestond uit zanger Bret Michaels, gitarist Matt Smith, bassist Bobby Dall en drummer Rikki Rockett. Nadat ze in 1985 naar Los Angeles verhuisden, begon het pas echt. De naam Poison werd door de band opgepikt na het zien van het T-shirt dat drummer Mick Shrimpton droeg in de film This is Spinal Tap, omdat ze wisten dat ze perfect pasten in het stereotiepe beeld van rocksterren die in de film meespeelden. Wanneer hen gevraagd werd waarom ze oorspronkelijk onder de naam Paris speelden, werd door de leden unaniem geantwoord dat "A French prostitute suggested the name" (een ruwe vertaling van het oorspronkelijke "Une prostituée française suggérait le nom").
Matt Smith, die op het punt stond vader te worden en zich zorgen maakte over de toekomst van de band, keerde terug naar Pennsylvania. De band begon een uitgebreide zoektocht naar een vervanger voor zijn gitarist, en hield uiteindelijk drie mogelijke kandidaten over: Slash, die zich later bij Guns N' Roses zou voegen, Steve Silva van The Joe Perry Project, en C.C. DeVille. Na overleg besloot de band dat DeVilles inwendig "vuur" van hem de beste vervanger maakte.
De band begon bekendheid te genieten op de Sunset Strip door hun theatrale live shows en frappante "glam"-imago. Zonder geld voor speciale effecten, behielpen ze zich door onder meer het podium met oude Harleys en auto-onderdelen te vullen en confetti over zichzelf te strooien vanuit dozen aan de zoldering.
Tijdens deze periode sloot de manager van de band een deal dat inhield dat The Troubadour, een club uit West Hollywood, de shows zou betalen door de rekeningen van de band af te handelen. Uiteindelijk zouden de shows voldoende volk trekken om er munt uit te slaan.
Michaels, Dall, Rockett en DeVille zetten in 1986 hun handtekening onder een contract met het onafhankelijke platenlabel Enigma Records voor ongeveer 30.000 dollar. Hun debuutalbum, Look What the Cat Dragged In, werd uitgebracht op 2 augustus 1986. Het bevatte één single, "Cry Though", gevolgd door drie hits: "Talk Dirty to Me", "I Want Action" en "I Won't Forget You". Producer Ric Browde ontketende een vete tussen de band en de opnameproductie, door te verklaren dat Poison "een overwinning van het uiterlijk op de inhoud" was en DeVille het enige lid was dat enig muzikaal talent had.
In 1987 nam de band ook een cover op van de song "Rock And Roll All Nite" van Kiss voor de soundtrack van Less Than Zero. In datzelfde jaar slaagde een publicist erin Michaels en Dall te vervolgen nadat ze een emmer ijskoud water over haar hadden gegoten op een feestje. De stunt zou een vergeldingsactie geweest zijn tegen Guns N' Roses, omdat de bandleden zich verscheidene keren negatief hadden uitgelaten over Poison.

### Groei - Succes (1987-1992)
Het tweede album van Poison, Open Up and Say...Ahh!, uitgegeven op 21 mei 1988, zou uiteindelijk 8 miljoen maal over de toonbank gaan. De opname bevatte de grootste hit van de band, "Every Rose Has Its Thorn", samen met andere top 10-hits "Nothin' But A Good Time", "Fallen Angel" en de cover "Your Mama Don't Dance" van Loggins & Messina. Het album lokte controverse uit met zijn oorspronkelijke cover, een afschildering van een vrouwelijke demonische figuur met een schijnbaar obsceen lange tong. Een gecensureerde versie van de cover volgde snel, waarbij gefocust werd op de ogen van de figuur.
Op het moment dat de band begon te toeren met David Lee Roth (de Skyscraper Tour in 1988), werd het duidelijk dat Poison niet langer in een hoekje kon weggeduwd worden. Tegen het einde van 1989 stond Poison vierde in de lijst van bestverkopende hardrockbands van de jaren 80, achter Def Leppard, Bon Jovi en Guns N' Roses.
Poisons derde album, Flesh & Blood, uitgegeven op 21 juni 1990, scheerde ook hoge toppen. Ook hier werd een alternatieve cover gebruikt, daar het origineel iets afbeeldde wat sterk leek op inkt of bloed dat uit een tatoeage stroomde. Op volgende covers werd de "extra inkt" verwijderd. Het album was goed voor driemaal platinum, en liet drie gouden singles na: "Unskinny Bop", "Ride the Wind" en de ballad "Something to Believe In".
Tijdens de Flesh & Blood-tour in 1990-91 werden een aantal optredens opgenomen, die later zouden verschijnen op hun vierde album, Swallow This Live. Dit dubbelalbum bevatte opnames van de liveoptreden en vier nieuwe studionummers - de laatste voordat gitarist C.C. DeVille in datzelfde jaar nog de band verliet.

### Woelige tijden (1993-1999)
Ondanks het succes dat de bandleden te beurt viel, zorgde de cocaïne- en alcoholverslaving van DeVille voor onenigheid binnen de groep. Dit mondde uit in een backstage gevecht tussen Michaels en DeVille op de MTV Video Music Awards in 1991, uitgelokt door de belabberde vertoning van DeVille, die het verkeerde lied speelde, nadat hij begonnen was met zijn gitaar unplugged. DeVille werd uiteindelijk ontslagen en vervangen door Richie Kotzen.
Eveneens in 1991 kreeg het refrein van "Every Rose Has Its Thorn" een prominente plaats in de film Bill and Ted's Bogus Journey. De karakters halen het lied aan om te antwoorden op Gods vraag "Wat is de betekenis van het leven?", dat hen de toegang tot de hemel zou verschaffen.
Het vijfde album, Native Tongue werd op 8 februari 1993 uitgegeven. De opname werd sterk beïnvloed door Kotzen, die zich meer focuste op serieuzere onderwerpen, waardoor het een keerpunt werd in de bandgeschiedenis. Het album, dat onder meer de single "Stand" bevatte, ontving wereldwijd positieve kritieken, maar de verkoop bevestigde deze kritieken niet: er werden 'slechts' 1 miljoen exemplaren verkocht. Tijdens de daaropvolgende promotietour ontstonden er spanningen tussen Kotzen en de rest van de band. Zijn toekomst als bandlid werd de grond ingeslagen op het moment dat bekend raakte dat hij een romance begonnen was met Rocketts verloofde. Kotzen werd op staande voet ontslagen, en vervangen door Blues Saraceno.
De opnames van het zesde album, Crack a Smile...and More!, begonnen in 1994, maar werden abrupt beëindigd toen Michaels in mei 1994 betrokken raakte in een ongeval waarbij hij de controle over zijn Ferrari verloor. Hij liep een gebroken neus, ribben, kaak en vingers op en verloor vier tanden. Na zijn revalidatie in 1995 zette de band hun opname verder. Doordat de vraag naar hairmetal een sterk verval kende en door de stafwissel bij het label, bood Capitol Records nog weinig steun voor deze opname. In plaats hiervan opteerde het label voor een Greatest Hits-compilatie dat een aantal nieuwe tracks bevatte (met Blues Saraceno aan de gitaar). Dit album werd uitgebracht op 26 november 1996 en kreeg platinum, ondanks het gebrek aan een onmiddellijke promotietour.
Bret Michaels bracht zijn eerste soloalbum, A Letter From Death Row, uit in 1998, en na zeven jaren afzonderlijk te hebben opgetreden, slaagden Michaels en DeVille erin om de geschillen weer bij te leggen in 1998. De Greatest Hits-reünietour vond uiteindelijk plaats in de zomer van 1999. De vereniging van de originele bandleden was een schot in de roos, en de tour was zeer succesvol, met een gemiddelde van 12.000 bezoekers aan de optredens.

### Carrière komt terug op sporen (2000-2005)
Op 14 maart 2000 werd uiteindelijk het album Crack a Smile...and More! uitgebracht, met een aantal extra tracks om de illegale kopieën tegen te gaan. Dit zevende album volgde Greatest Hits: 1986-1996 op, dat ook wel "The Lost Album" genoemd wordt. Crack a Smile...and More! was een verzameling van opgewekte en wellustige songs, dat nog weinig sporen bevatte van het serieuzere dat in Native Tongue sterk aanwezig was.
Later in datzelfde jaar bracht C.C. DeVille zijn soloalbum Samantha 7 uit, en kwam ook het eerste studioalbum in acht jaar op de markt van Poison met DeVille: Power to the People. Deze uitgave bevatte vijf nieuwe studiosongs: "Power to the People", "Can't Bring Me Down", "Last Song", "Strange" en "I Hate Every Bone In Your Body But Mine", het laatste met DeVille als belangrijkste zanger. De rest van het album bestond uit live optredens van tours tussen 1999 en 2000.
Hollyweird, het negende Poison-album, werd uitgebracht op 21 mei 2002. Het was het eerste volledige album uitsluitend bestaand uit nieuw materiaal sinds C.C. DeVille terug in de band kwam. Het album werd zwaar bekritiseerd door zowel critici als fans, die het album maar van abominabele kwaliteit vonden. De nieuwe stijl was in het bijzonder duidelijk in de songs "Emperor's New Clothes", "Livin' In the Now" en "Home (C.C.'s Story)", waarbij DeVille opnieuw de belangrijkste zanger was.
Bobby Dall over The Who-cover “Squeeze Box”

...Eigenlijk was het Rikki's idee. Wanneer we repeteerden... om het ijs te breken voor de nieuwe opname... voordat we startten met vechten en redetwisten, namen we een lijst met covers en remakes door... Het was de song die ons bijbleef, en ik denk dat het perfect bij onze band past. Het heeft een goede melodie en vocals, maar het bood ons ook nog improvisatiekansen... het was een soort van open palet voor ons.

In 2003 bracht Poison hun tweede compilatiealbum Best of Ballads & Blues uit, met een akoestische versie van "Something to Believe In" en "Stand". Bret Michaels bracht ook zijn tweede soloalbum, Songs Of Live op de markt en na bijna 20 jaar met Poison opgetreden te hebben probeerde ook Rikki Rockett het solo, met zijn album Glitter 4 Your Soul, dat op 7 januari 2003 online verdeeld werd. Dit album was een hulde aan de glamrock van de jaren 70.
Tijdens de zomer van 2004 kon Poison eindelijk hardmaken dat hun herstel compleet was. Ze werden uitgenodigd om te fungeren als openingsband tijdens de "Rock The Nation"-tour van Kiss. Deze band, die al langer actief was in de glam rock, hielp via deze uitnodiging Poison aan meer bekendheid bij het oudere publiek. Bret Michaels derde soloalbum niet meegerekend, zou de band inactief blijven in 2005, met het geruststellend idee dat de band nog stabiel zou zijn bij hun terugkeer.

### Recent evenementen: Rocking On (2006-heden)
Na een jaar rust, keerde Poison terug in de zomer van 2006 met hun "20 Years Of Rock"-tour om hun 20ste verjaardag te vieren, een tour die geopend werd door de groepen Cinderella en Endeverafter. De tour werd snel een van de meest succesvolle van 2006 in de VS, met een gemiddelde van 20.000 mensen per optreden. De band bracht in april 2006 ook een album met hoogtepunten uit voor deze verjaardag: The Best of Poison: 20 Years of Rock. Hierop stond ook een nieuw nummer, een cover van "We're an American Band" van Grand Funk Railroad, geproduceerd door Don Was. Dit zorgde voor een terugkeer in de top 20, dat geleden was sinds 1993 (met hun album Native Tongue). De compilatie debuteerde met een 17de plaats dankzij een verkoop van 39 721 exemplaren in de eerste week.
"Your Mama Don't Dance" werd gebruikt in de film "RV", die in 2006 uitgebracht werd.
Op 1 augustus van datzelfde jaar bracht Capitol Records aangepaste versies van de eerste drie Poison-albums uit, ter gelegenheid van hun 20-jarig bestaan. Ze bevatten alle drie bonusnummers: "Don't Mess With Jim" op Look What the Cat Dragged In, het nummer "Livin' For The Minute" en een interview met de band op Open Up and Say...Ahh! (met originele cover) en een alternatieve versie van "Something to Believe In" en een instrumentale cover van "God Save The Queen" (van de Sex Pistols) op Flesh & Blood.
Op 3 januari 2007 lanceerde Poison op hun officiële MySpace-pagina een oproep naar hun fans toe om hun favoriete classic rocknummers uit te kiezen, die dan gebruikt zouden worden op hun nieuw studioalbum. De fans kwamen aandraven met suggesties zoals "Free Bird" van Lynyrd Skynyrd, "The Ballroom Blitz" van The Sweet, "You Shook Me All Night Long" van AC/DC en het onvermijdelijke "Poison" van Alice Cooper. Op 28 januari van dat jaar lichtte Rikki Rockett toe: 

"Het album zal klaar zijn voor de zomertour. Dat is toch het plan. P.S.: De nummers zijn NIET wat jullie verwachten."

De zomertour van 2007 vond plaats in samenwerking met Ratt, naar aanleiding van het covers-album Poison'd!, dat op 5 juni 2007 werd uitgebracht.

## Bandleden

### Huidige leden
- Bret Michaels - zang, gitaar en harmonica (1984-heden)
- C.C. DeVille - gitaar en achtergrondzang (1985-1991, 1998-heden)
- Bobby Dall - bass, keyboard, piano en achtergrondzang (1984-heden)
- Rikki Rockett - drums, percussie en achtergrondzang (1984-heden)

### Voormalige leden
- Blues Saraceno - gitaar, achtergrondzang (1994-1998)
- Richie Kotzen - gitaar, mandoline, dobro, keyboard, piano en achtergrondzang (1991-1994)
- Matt Smith - gitaar en achtergrondzang (1984-1985)

## Discografie

### Albums
- Look What the Cat Dragged In (1986)
- Open Up and Say...Ahh! (1988)
- Flesh & Blood (1990)
- Swallow This Live (1991)
- Native Tongue (1993)
- Greatest Hits: 1986-1996 (1996)
- Crack a Smile...and More! (2000)
- Power to the People (2000)
- Poison - Rock Champions (2001)
- Hollyweird (2002)
- Best of Ballads & Blues (2003)
- Rock Breakout Years: 1987 (2005)
- The Best of Poison: 20 Years of Rock (2006)
- Great Big Hits: Live Bootleg (2006)
- Poison'd! (2007)